# 三菱・ランサーセレステ
ランサーセレステ（LANCER CELESTE）は三菱自動車工業が1975年から1982年まで生産・販売していたクーペ型の乗用車である。

## 歴史
1975年2月にギャランクーペFTOの後継として登場。車名からも分かるようにランサーの3ドアファストバッククーペバージョンという位置付けだった。当初は「セレステ」の名称で発売する予定だったが、第一次オイルショックの影響で所轄官庁が「新型車」の追加を快く思わず、苦肉の策として「ランサーの派生車種」という位置づけの名称にしたという説がある。軽快なファストバックスタイルのハッチバッククーペで、ボディカラーは車名にふさわしい青や明るい黄色等が設定され、スペシャルティカーとして若者の間で人気を集めた。エンジンは1400ccと1600ccの2種類、6類別。最上級グレードは1600GSR。
北米地域では当時の業務提携先かつ、現地での独占販売契約を結んでいたクライスラーによって、プリムス・アローの名で販売された。これに関連して、三菱が1978年から北米への輸出を開始したフォルテのプリムス仕様は「アロートラック」と名乗っていた。
1976年11月、マイナーチェンジ。1600ccエンジンがサイレントシャフト付きのサターン80となる。テールランプ（逆L字型から一文字型に）、フロントグリル、クォーターガーニッシュ等のデザインを変更。前後ともに5マイルバンパーを装着し、装備を1600GSRと同等としたグレード、1600GTが追加された。
1977年11月、2度目のマイナーチェンジ。ヘッドランプを丸型2灯から角型2灯に変更すると共にバンパーの形状も大幅に変更された。
1979年6月、105馬力を発揮する4G52型アストロン80エンジン搭載の2000GTが追加された。
1981年3月に生産を終了し、翌1982年1月までに販売終了となった。後継車はコルディアとなり、ランサーセレステの名称は一代限りで消滅した。

## 車名の由来
- 「CELESTE」はラテン語で「青い空」という意味[2]。「機能と美を調和させた車」という意味を込めて命名された。